# التهاب جراب الناتئ المرفقي
التهاب جراب الناتئ المرفقي أو الالتهاب الكيسي الزجي (بالإنجليزية: Olecranon bursitis)‏ (المعروف أيضا ب «ابتسامة المرفق»، «تحاديب المرفق»، «مرفق التلاميذ»، «كوع بوباي»، «مرفق الخباز»، «مرفق اللاعب») هي حالة تتميز بالألم، الإحمرار، التورم حول النتوء الزجي ، سببه التهاب الجراب الزلالي للكوع. ذلك الجراب يقع قريبا من السطح الباسط للنهاية القصوي القريبه للزند.من الشائع أيضا مع الاجربه الأخرى، فهي غير محسوسه وتحتوي فقط علي كمية صغيره من السائل في الحالة الطبيعيه، وتؤدي وظيفة تسهيل حركة المفصل عن طريق تمكين الهياكل التشريحيه للانزلاق فوق بعضها.

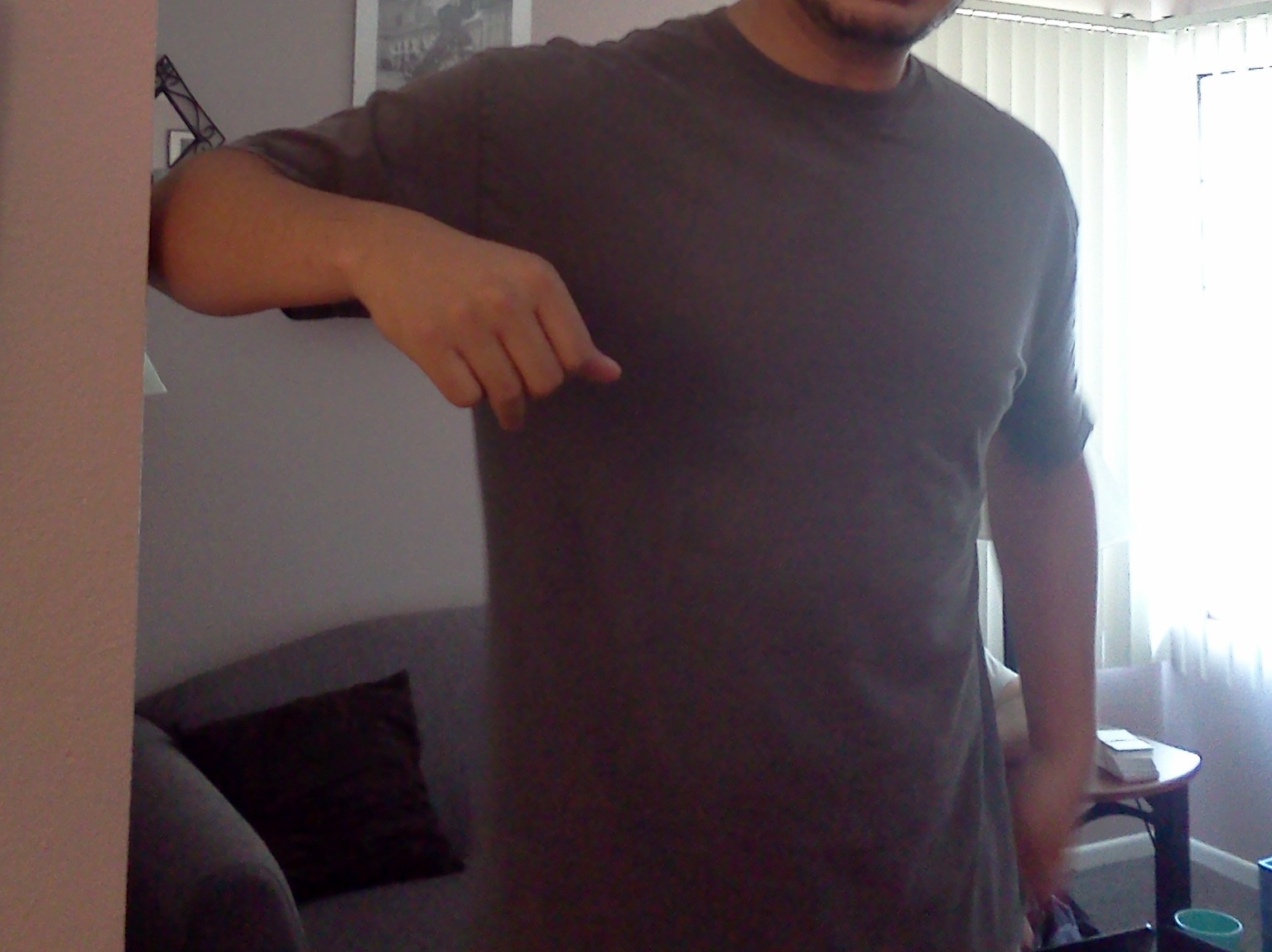
ضربة قوية لطرف الكوع

## الاسباب
الالتهاب الكيسي يتطور عادة كنتيجة يا اما لاصابه واحده للكوع (على سبيل المثال، ضربة قوية لذروة الكوع) أو ربما أكثر شيوعا نظرا لاصابه طفيفه متكرره مثل الاتكاء المتكرر علي نقطة الكوع علي سطح خشن.فرصة تطوير الالتهاب اعلي ان كانت وظيفة الشخص تتضمن الحركة المتكرره (مثل التنس، الجولف، الكمبيوتر، العمل أو الهواية التي تنطوي علي تكرار الاتكاء علي كوع واحد).إمكانية تطوير الحالة يكون أكثر شيوعا مع التقدم في السن.
كرد فعل للاصابه، بطانة الجراب الزلالي تصبح ملتهبه، بعد ذلك تفرز كمية أكبر من الكمية الطبيعيه للسائل في التجويف المغلق للجراب الزلالي، لذلك ينتفخ الجراب الزلالي منتجا تورم للنهاية القريبه للزند التي عادة ماتكون ملتهبه ومؤلمه.
سبب آخر محتمل للالتهابات هو عدوي الجراب الزلالي، وعادة ما يمكن (وليس دائما) ان تعزي الي وجود شرخ أو اصابه أخرى في الجلد حيث تسمح لبكتريا الجلد من الفلورا الطبيعيه لغزو طبقات الأنسجة العميقه.

## الأعراض
تشمل الأعراض تورم للكوع، حيث يصبح كبير كفاية لإعاقة الحركة.يوجد هنالك ألم منشأه الكوع حيث يمكنه الانتشار لباقي الذراع.في حالة اصابة الجراب الزلالي، سيكون هنالك أيضا احمرار بارز وجلد أكثر دفئ.أعراض أخرى تشمل الجراب الزلالي المصاب، حيث يمكن أن يفتح تلقائيا وينقط صديد.

## العلاجات

### العلاج الغير جراحي
العلاج المحافظ للحالات البسيطه يشمل التثليج، رابطة ضغط قويه وتجنب النشاط المشدد.وذلك يمكن زيادته مع مضادات للالتهابات موضعيه أو بالفم مثل مضادات الالتهابات الغير استرويديه، حشو الكوع يمكن استخدامه أيضا لازالة الأعراض.علاج الحالات الخطيره يتضمن شفط السوائل الزائده في الجراب الزلالي باستخدام حقنة (تجفيف الجراب) أو حقن الهيدروكورتيزون في الجراب وذلك يهدف الي تخفيف الالتهابات ومنع تراكم المزيد من السوائل.في حالة العدوي، يجب علاج الالتهاب بالمضاد الحيوي.

### العلاج الجراحي
ان عادت السوائل ثانية بعد الشفط المتكرر أو يسبب الجراب الم بصورة ثابته، جراحة ازالة الجراب الزلالي تكون الخيار.العملية الصغيره تشمل ازاله الجراب من الكوع وتركه لينمو مجددا ولكن في حدود حجمه الطبيعي خلال 10-14يوم.
تتم عادة تحت التخدير العام وله مخاطر قليله.لاتعيق تلك الجراحة أي عضلة أو رباط أو مفصل.للتعافي من الاستئصال الجراحي، يتم إضافة جبيرة للذراع لحماية الجلد.يتم تقرير تمارين لتحسين مدي الحركه.